# Trida
Ne doit pas être confondu avec Trid.
La trida (ou mkatfa) est un plat traditionnel algérien, originaire du nord-est du pays. Elle est préparée à base de pâtes très fines et carrées faites artisanalement, de poulet, de boulettes de viande, de pois chiches et d'œufs durs, le tout accompagné d'une sauce blanche.

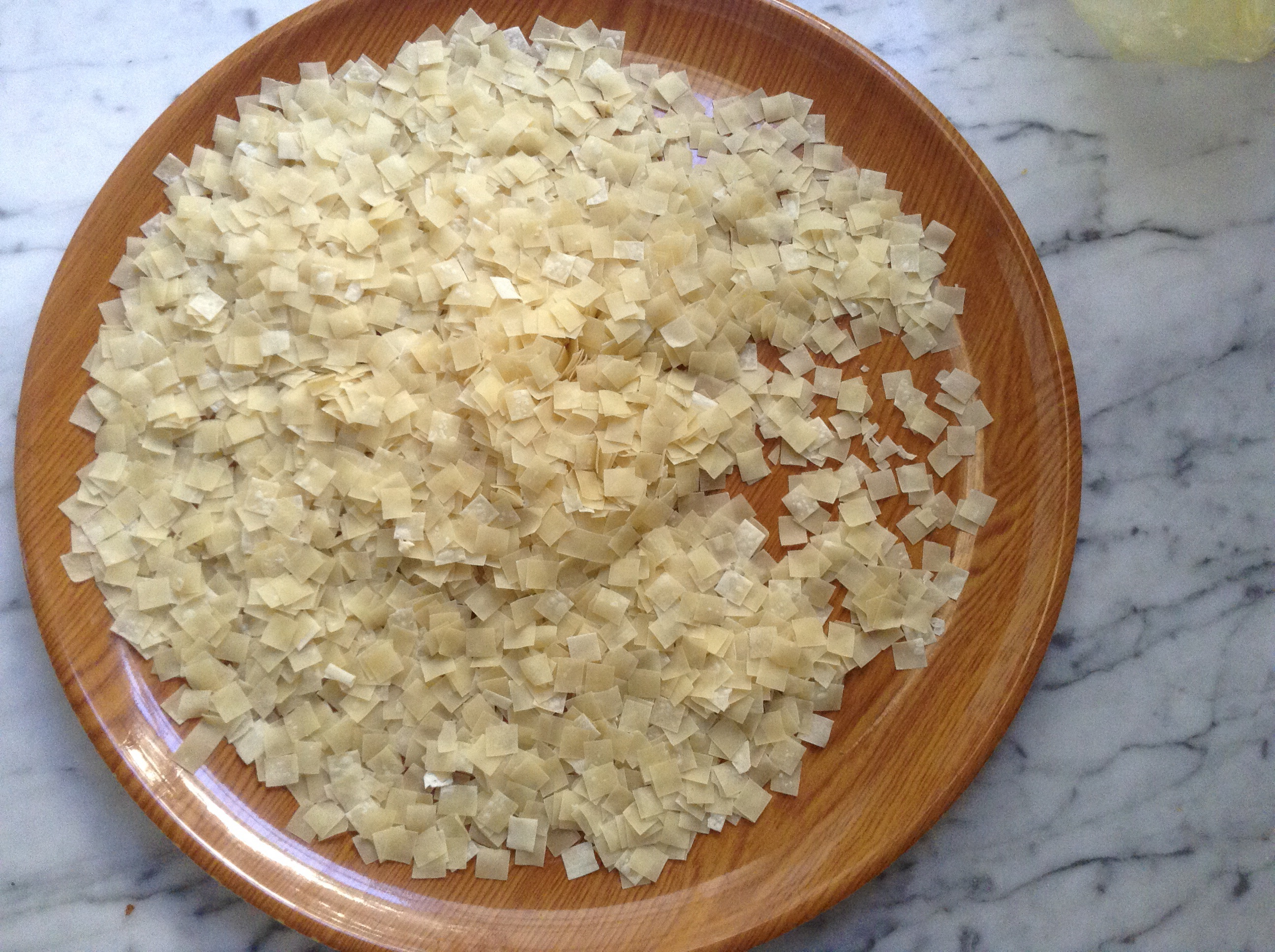
Pâtes de trida.